# Cour administrative d'appel de Bordeaux
La cour administrative d'appel de Bordeaux est la juridiction d'appel des décisions rendues par les tribunaux administratifs de Basse-Terre, Bordeaux, Cayenne, Fort-de-France, Limoges, Mamoudzou, Pau, Poitiers, Saint-Barthélemy, Saint-Denis, Saint-Martin et Saint-Pierre-et-Miquelon. Elle comptait, au 1er janvier 2025, 27 magistrats et 35 agents de greffe, répartis en six chambres.

## Histoire

Carte des ressorts des Cours administratives d'appel (CAA de Bordeaux en vert) ; ceux des tribunaux administratifs (TA), interdépartementaux en France métropolitaine, sont délimités par les lignes en gras.

Elle a été créée le 1er janvier 1989, conformément aux dispositions de la loi du 31 décembre 1987 et du décret du 15 février 1988.
Depuis 1999, son siège est installé dans l'hôtel Nairac, situé au no 17 cours de Verdun, qui tire son nom de la famille Nairac, première maison d'armement négrier de Bordeaux. En rapport avec ce passé, la cour déclare sur son site : « Eu égard à ses origines et son histoire, ce bâtiment est un rappel permanent, pour ceux qui y travaillent, magistrats et agents de greffe, comme pour ceux qui le fréquentent, avocats et citoyens, de la nécessité de préserver les droits et la dignité de la personne humaine. »
En 2021, la mise en place de la cour administrative d'appel de Toulouse doit contribuer à désengorger celle de Bordeaux en lui retirant les dossiers jugés dans le ressort du tribunal administratif de Toulouse.
Depuis le 1er septembre 2024, l'hôtel Nairac accueille une antenne de la Cour nationale du droit d'asile.

## Volume et nature des d'affaires
En 2024, la cour a jugé 3 227 affaires, dont 45 % concerne le droit des étrangers. Le délai moyen de jugement est de un an et 22 jours. Le taux de confirmation par le Conseil d’État en cassation s'élève à 89 %.

## Décisions de justice célèbres

### Quatre méga-bassines illégales
Le 18 décembre 2024, la cour suspend l’autorisation accordée pour quatre retenues d'eau artificielles, dont celle de Sainte-Soline, en l’absence de dérogation « espèces protégées »,.

### Projet «Montagne d’or» en Guyane
Le 26 novembre 2024, la cour confirme donc la légalité du refus opposé par l’administration aux demandes de la société Compagnie minière Montagne d’Or de prolongation de ses deux concessions, au regard de la nature extrêmement polluante et de l’importance de la dimension industrielle du projet,.

### Abattage de requins à la Réunion
Le 31 janvier 2023, la cour reconnaît l’intérêt à agir de l'association de protection des espèces aquatiques Sea Shepherd France, et annule pour vice de procédure l’arrêté préfectoral autorisant des opérations d’abattage de requins,.

### Créole martiniquais
Le 21 novembre 2023, la cour suspend la délibération du 25 mai 2023 de l’assemblée de Martinique, reconnaissant le créole comme langue officielle de la Martinique, au même titre que le français. Le juge des référés a rappelé notamment que l’article 2 de la Constitution du 4 octobre 1958 prévoit que « la langue de la République est le français », et qu’il résulte de l’article 1er de la loi du 4 août 1994 que la langue française est la langue « de l’enseignement, du travail, des échanges et des services publics »,.

### Statue de la Vierge Marie à La Flotte
Le 12 janvier 2023, la cour confirme l’obligation pour le maire de la commune de La Flotte, en Charente-Maritime, de déplacer une statue de la Vierge Marie réinstallée en 2020 sur un « emplacement public » au sens des dispositions de l’article 28 de la loi du 9 décembre 1905 concernant la séparation des Églises et de l’État,.

### Retenue d’eau de Caussade illégale
Le 23 février 2021, la cour confirme la légalité du retrait, par le préfet, de l’autorisation qui avait été initialement accordée pour la réalisation de la retenue d’eau de Caussade, estimant que ce projet est susceptible de favoriser l’altération d’un milieu aquatique déjà dégradé, en contrariété avec les objectifs du SDAGE Adour-Garonne,.

### Illégalité du nom du quartier de Biarritz «La Négresse»
Saisie par l'association Mémoires & Partages, la Cour affirme le 6 février 2025 que le terme porte bien « atteinte à la dignité de la personne humaine ». Elle somme la ville de Biarritz d’abandonner le nom de « La Négresse » pour ce quartier, et lui enjoint « de saisir, dans un délai de trois mois, le conseil municipal [...] pour qu’il procède à l’abrogation des délibérations » de 1861 et 1986 ayant attribué le nom de « La Négresse » au quartier puis à une rue. De son côté, la maire LR de Biarritz, Maider Arosteguy, annonce son intention de porter la décision devant le Conseil d’État,.

## Présidents
- 1er juillet 1988 - 26 septembre 1994 : Guy Alluin[25]
- 26 septembre 1994 - 1er septembre 1997 : Joseph Capion[26]
- 1er septembre 1997 - 1er janvier 2001 : Noëlle Tatessian[27]
- 1er janvier 2001 - 1er mai 2004 : Philippe Bélaval[28]
- 1er mai 2004 - 9 septembre 2007 : Georges Gouardes[29]
- 9 septembre 2007 - 1er octobre 2009 : Patrick Mindu[30]
- 1er octobre 2009 - 29 août 2019 : Anne Guérin[31]
- 29 août 2019 - 25 avril 2022 : Brigitte Phémolant[32],[33]
- 25 avril 2022 - 7 juin 2022 : Catherine Girault (par intérim)[34]
- 7 juin 2022 - : Luc Derepas[35]